# 哈姆里 (阿爾及利亞)
36°01′16″N 0°41′57″E / 36.02111°N 0.69917°E

哈姆里（阿拉伯语：‎），是阿爾及利亞的城鎮，位於該國西北部埃利贊省，由吉迪瓦區負責管轄，面積76平方公里，海拔高度115米，2008年人口10,173，人口密度每平方公里134人。